# Alost (Limbourg)
Pour les articles homonymes, voir Alost (homonymie) et Aalst.
Alost (Aalst en néerlandais) est une section de la ville belge de Saint-Trond située en Région flamande dans la province de Limbourg. C'était une commune à part entière avant la fusion des communes de 1971 quand elle fut fusionnée avec Brustem avant de devenir une section de Saint-Trond lors de la fusion des communes de 1977.

## Évolution démographique
Sources: INS et www.limburg.be